# جيرمان أليمانو
جيرمان أليمانو (بالإسبانية: Germán Alemanno)‏ (ولد في 27 سبتمبر 1983 في روساريو) وهو لاعب كرة قدم أرجنتيني يلعب حاليا كمهاجم لنادي ديبورتيفو كوبسل في دوري الدرجة الثانية البيروفي.

## وصلات خارجية
- Argentine Primera Statistics (بالإسبانية)
- (بالإسبانية) BDFA profile